# وزارة الطاقة والمياه (أفغانستان)
وزارة الطاقة والمياه الأفغانية (بالدرية: وزارت انرژی و آب افغانستان) (بالبشتوية: د افغانستان د انرژۍ او اوبو وزارت)‏ هي وزارة تابعة لحكومة أفغانستان. بعد الغزو الأمريكي لأفغانستان، كُلفت الوزارة بمهمة تنسيق الجهود الرامية إلى إعادة توصيل الطاقة إلى مناطق أفغانستان التي تم قطعها. كانت المناطق المتضررة هي المناطق الجنوبية خصوصًا. اتفقت كل من باكستان، وإيران، والهند على توفير الطاقة. في 17 يونيو 2003، وافق بنك التنمية الآسيوي على منح قرض بقيمة 50 مليون دولار أمريكي لوزارة الطاقة والمياه الأفغانية. وسيتم إنفاق القرض على مدى السنوات الثلاث المقبلة على مشاريع إنتاج وتوزيع ونقل الكهرباء في أفغانستان.
شغل محمد إسماعيل خان منصب الوزير في الفترة من 2004 إلى أكتوبر 2013، خلفًا لمحمد عارف نورزاي في الفترة من 28 أكتوبر 2013 إلى نوفمبر 2014. في 7 سبتمبر 2021، تم تعيين ملا عبد اللطيف منصور وزيراً بالإنابة لإمارة أفغانستان الإسلامية.

## أنظر أيضا
- وزارة مكافحة المخدرات (أفغانستان)

## روابط خارجية
- الموقع الرسمي